# Verkehrsgemeinschaft Ruhr-Lippe

Logo der VRL

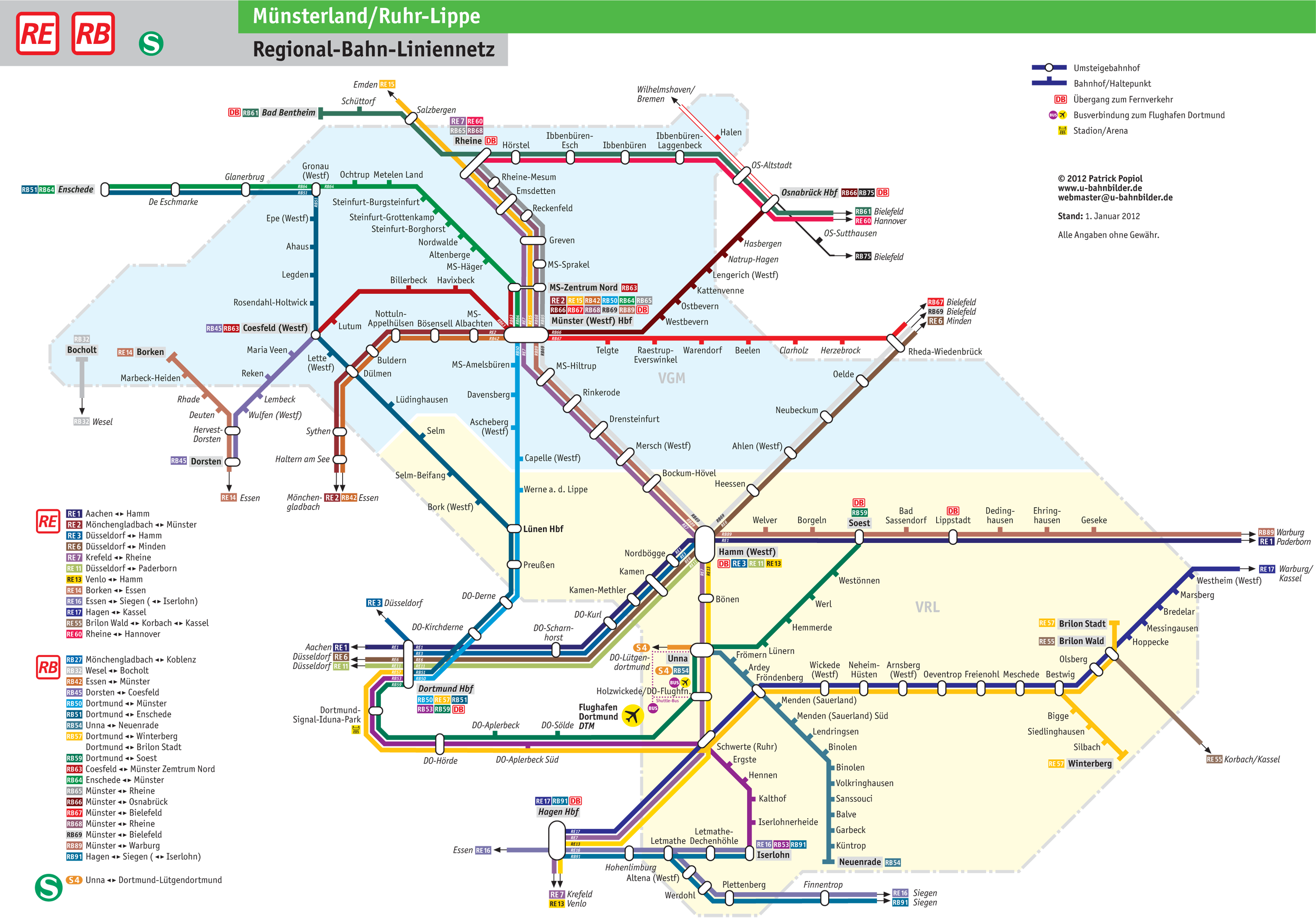
Liniennetz der VRL und VGM

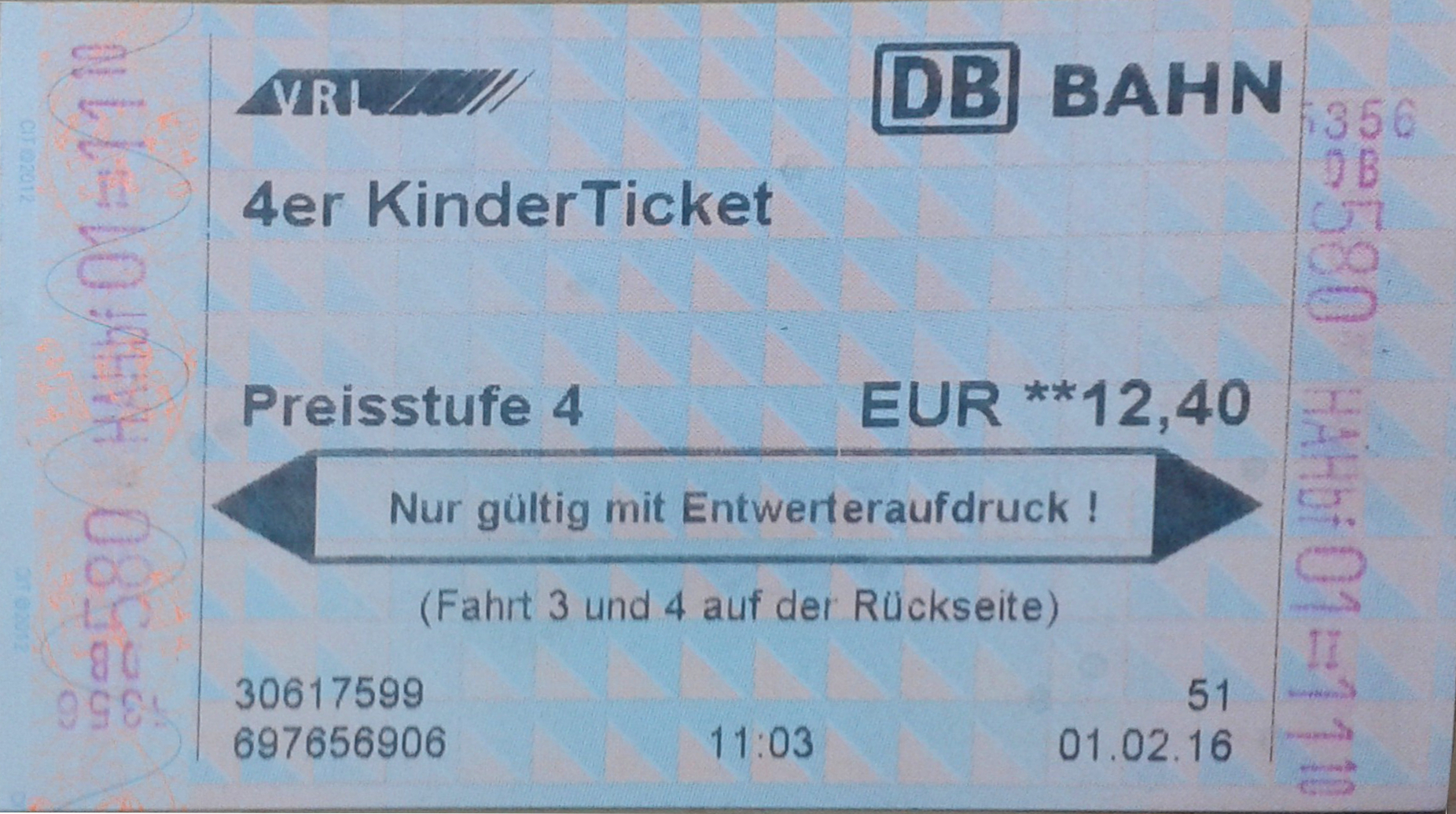
Ein Viererticket der Preisstufe 4 der Verkehrsgemeinschaft Ruhr-Lippe, 2016.

Die Verkehrsgemeinschaft Ruhr-Lippe (VRL) war ein Zusammenschluss aller am öffentlichen Personennahverkehr (ÖPNV) im Hochsauerlandkreis, im Märkischen Kreis, in den Kreisen Soest und Unna sowie der kreisfreien Stadt Hamm beteiligten Verkehrsunternehmen. Ihre Aufgabe war es, für einen einheitlichen Tarif und abgestimmte Fahrpläne zu sorgen. Am 1. August 2017 wurde der Ruhr-Lippe-Tarif der VRL aufgehoben und mit dem Münsterland-Tarif, dem Hochstift-Tarif sowie den Tarifen von dem Sechser und der Verkehrsgemeinschaft Westfalen-Süd zum neuen Westfalentarif zusammengeschlossen.
Dem Gebiet der VRL entsprechender Aufgabenträger für den Schienenpersonennahverkehr (SPNV) im Kooperationsraum 4 (Ruhr-Lippe) war der Zweckverband SPNV Ruhr-Lippe (ZRL), für den Straßenpersonennahverkehr (ÖSPV) die vier Kreise und die Stadt Hamm. 2008 übergab der ZRL die Aufgabenträgerschaft für den SPNV an den übergeordneten Zweckverband Nahverkehr Westfalen-Lippe (NWL). 
Das Verkehrsgebiet der Verkehrsgemeinschaft Ruhr-Lippe grenzte im Norden an die Verkehrsgemeinschaft Münsterland (VGM), mit der sie ein einheitliches Preisstufensystem anbot, und an das Gebiet von OWL Verkehr. Im Osten grenzte die VRL an den Nahverkehrsverbund Paderborn-Höxter (NPH) und den Nordhessischen Verkehrsverbund (NVV), im Süden an die Verkehrsgemeinschaft Westfalen-Süd (VGWS) und den Verkehrsverbund Rhein-Sieg (VRS) sowie im Westen an den Verkehrsverbund Rhein-Ruhr (VRR).

## Fahrpläne und Fahrplanwechsel

### Stadt Hamm
- Stadtfahrplan Stadt Hamm

### Kreis Unna
- Bereichsfahrplan Fahrplan Süd (Fröndenberg, Holzwickede, Unna, Schwerte) + Ergänzungsfahrplan Schwerte
- Bereichsfahrplan Fahrplan Nord (Werne, Selm, Lünen, Bergkamen)
- Bereichsfahrplan Fahrplan Mitte (Kamen, Bergkamen, Bönen)

### Kreis Soest
- Stadtfahrplan Möhnesee
- Stadtfahrplan Werl/Wickede/Ense/Welver
- Stadtfahrplan Warstein/Rüthen
- Stadtfahrplan Erwitte/Anröchte
- Stadtfahrplan Geseke
- Stadtfahrplan Lippetal
- Stadtfahrplan Soest
- Stadtfahrplan Lippstadt

### Hochsauerlandkreis
- Stadtfahrplan Schmallenberg/Eslohe
- Stadtfahrplan Meschede/Bestwig
- Stadtfahrplan Arnsberg
- Stadtfahrplan Brilon
- Bereichsfahrplan Rund um den Kahlen Asten (Winterberg)
- Stadtfahrplan Olsberg
- Stadtfahrplan Marsberg
- Stadtfahrplan Sundern im Sauerland

### Märkischer Kreis
- Kreisfahrplan für den Märkischen Kreis (alle 2 Jahre)

Es erschienen jedes Jahr für jede Gemeinde und jede Stadt je ein Fahrplanheft. Manchmal waren auch mehrere Gemeinden in einem Heft zusammengefasst. Der Fahrplanwechsel fand zu unterschiedlichen Zeiten statt, oft zum Jahresende oder zum Jahresbeginn, gelegentlich auch nach den Sommerferien.

## Städte und Gemeinden im Verkehrsgebiet der VRL
| 1. Altena 2. Anröchte 3. Arnsberg 4. Butzbach 5. Balve 6. Bergkamen 7. Bestwig 8. Bönen 9. Brilon 10. Ense 11. Erwitte 12. Eslohe (Sauerland) 13. Fröndenberg/Ruhr | 1. Geseke 2. Hallenberg 3. Halver 4. Hamm 5. Hemer 6. Herscheid 7. Holzwickede 8. Iserlohn 9. Kamen 10. Kierspe 11. Lippetal 12. Lippstadt 13. Lüdenscheid | 1. Lünen 2. Marsberg 3. Medebach 4. Meinerzhagen 5. Menden (Sauerland) 6. Meschede 7. Möhnesee 8. Nachrodt-Wiblingwerde 9. Neuenrade 10. Olsberg 11. Plettenberg 12. Rüthen 13. Schalksmühle | 1. Schmallenberg 2. Schwerte 3. Selm 4. Soest 5. Sundern (Sauerland) 6. Unna 7. Warstein 8. Welver 9. Werdohl 10. Werl 11. Werne 12. Wickede (Ruhr) 13. Winterberg |

## Verkehrspartner in der VRL
- DB Regio AG Region NRW
- eurobahn – KEOLIS Deutschland GmbH & Co. KG
- Märkische Verkehrsgesellschaft GmbH (MVG)
- Regionalverkehr Ruhr-Lippe GmbH (RLG)
- Verkehrsbetrieb Hamm GmbH – Tochter der Stadtwerke Hamm GmbH
- Verkehrsgesellschaft Kreis Unna mbH (VKU)
- Verkehrsgesellschaft Breitenbach mbH & Co. KG (VGB)
- DB Bahn Westfalenbus GmbH
- Abellio Rail NRW